# 第5戦闘ヘリコプター連隊 (フランス軍)
第5戦闘ヘリコプター連隊（だいごせんとうヘリコプターれんたい、 5er régiment d'hélicoptères de combat：5e RHC）は、ピレネー＝アトランティック県ポーに駐屯する、第4航空旅団隷下のフランス陸軍のヘリコプター連隊である。
兵種は航空、伝統的区分も航空である。

## 沿革
- 1955年：第5歩兵師団観測航空小隊が編成される。
- 1977年：第3戦闘ヘリコプター連隊が編成される。
- 1990年：湾岸危機に伴い、「ダゲ師団」の支援を行う。
- 1999年：陸軍大改革に伴い、第4航空旅団隷下となる。

コートジボワール、ガボン、チャド、コソボ、ジブチ、マリにも派遣された実績がある。

## 最新の部隊編成
- 連隊本部
- 本部管理中隊
- 管理支援中隊
- 補給統制中隊
- 第1戦闘ヘリコプター隊
  - 第1戦闘ヘリコプター隊（ガゼル10機からなる）
  - 第2戦闘ヘリコプター隊（ガゼル10機からなる）
- 第2戦闘ヘリコプター隊
  - 第1戦闘ヘリコプター隊（ガゼル10機からなる）
  - 第2戦闘ヘリコプター隊（ガゼル10機からなる）
- 航空偵察隊（ガゼル5機からなる）
- 航空支援隊（ガゼル7機からなる）
- 予備訓練中隊

### 定員
- 連隊の人員構成は、約1,000名からなる。
- ヘリコプター52機、約260台の車両を装備する。

## 主要装備
- GIAT BM92-G1
- FA-MAS
- AA-52
- 12.7mm重機関銃
- 20mm機関砲
- HOT
- VAB
- P4
- TRM 2000
- TRM 10000
- GBC 180
- AS 332 シュペールピューマ - クーガー
- SA 341 ガゼル